# Konrad I. vom Graben
Konrad I. vom Graben, auch Konrad der Ältere vom Graben (sowie auch Chunrad von dem Graben, Grabner, De Valle, Thal) (* 13. Jahrhundert, Schloss Alt-Grabenhofen; † wohl am 8. Februar 1307 ebenda), war ein Steiermärkischer Edelmann, Herr von Alt-Grabenhofen und Am Graben in Graz.

## Biografisches

### Familie
Konrad entstammte dem ursprünglich edelfreien Geschlecht der Herren von Graben aus deren Konradinischen Linie am Graben in Graz. Die Graben der Linie Am Graben waren Lehensleute
der Herren von Walsee und der Stubenberger und mit dem Stift Rein verbunden. Konrads Eltern sind bis dato namentlich ungenannte Edelleute gewesen. Seine jüngeren Brüder waren Walther (dessen Nachkommen den Thaler Zweig begründeten und nach dem Absterben ihres Vetter aus der Linie des Konrad I. vom Graben auch die Konradinische Linie auf Alt-Grabenhofen und Am Graben in Graz weiterführten) und Rennewart vom Graben sowie wahrscheinlich Ulrich I. von Graben, Vater der drei Stammherren der Kornberger Linie des Geschlechts.

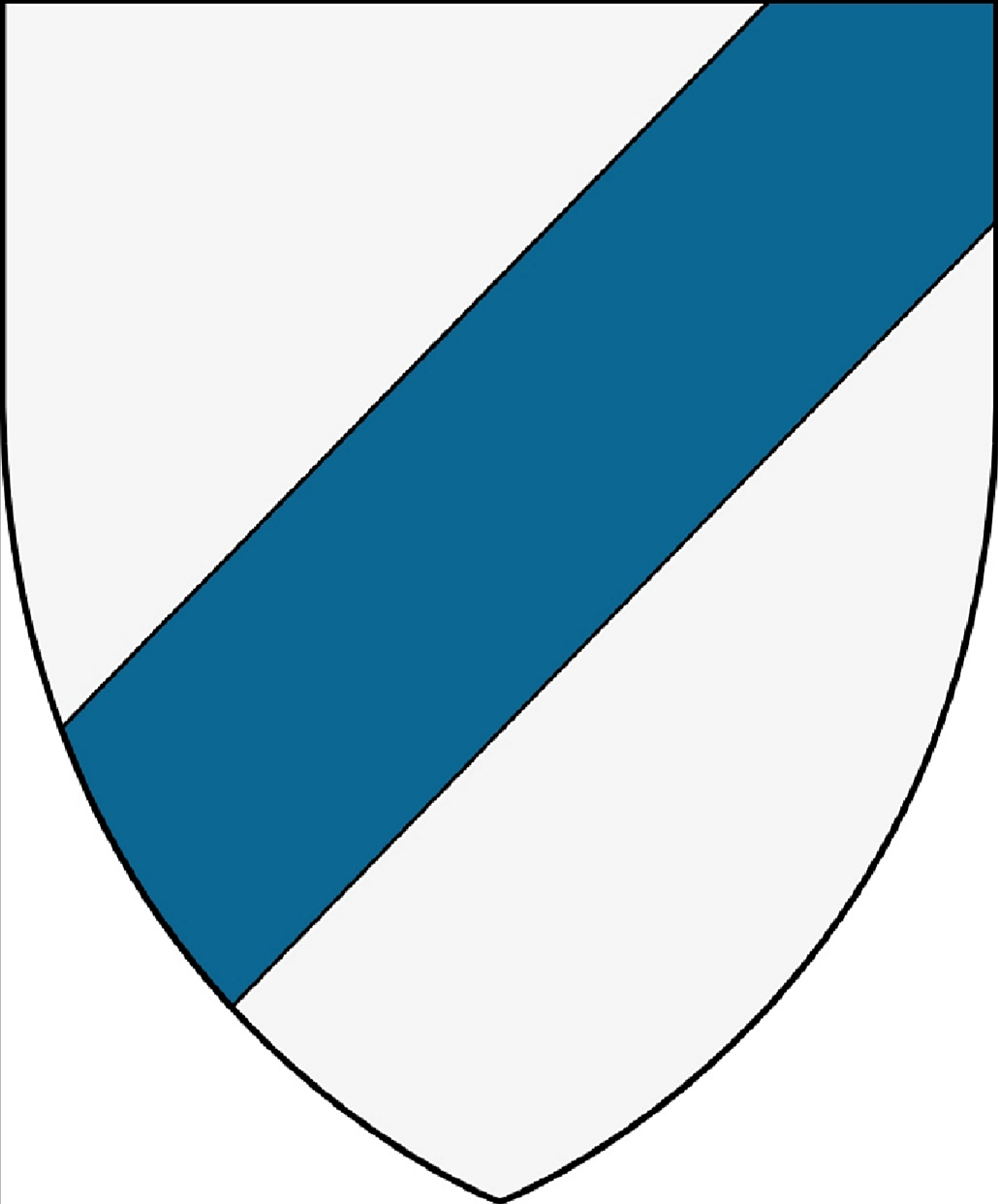
Wappen der Krainer Stammlinie sowie der Konradinischen Linie am Graben (Graz) mit dem Schräglinksbalken
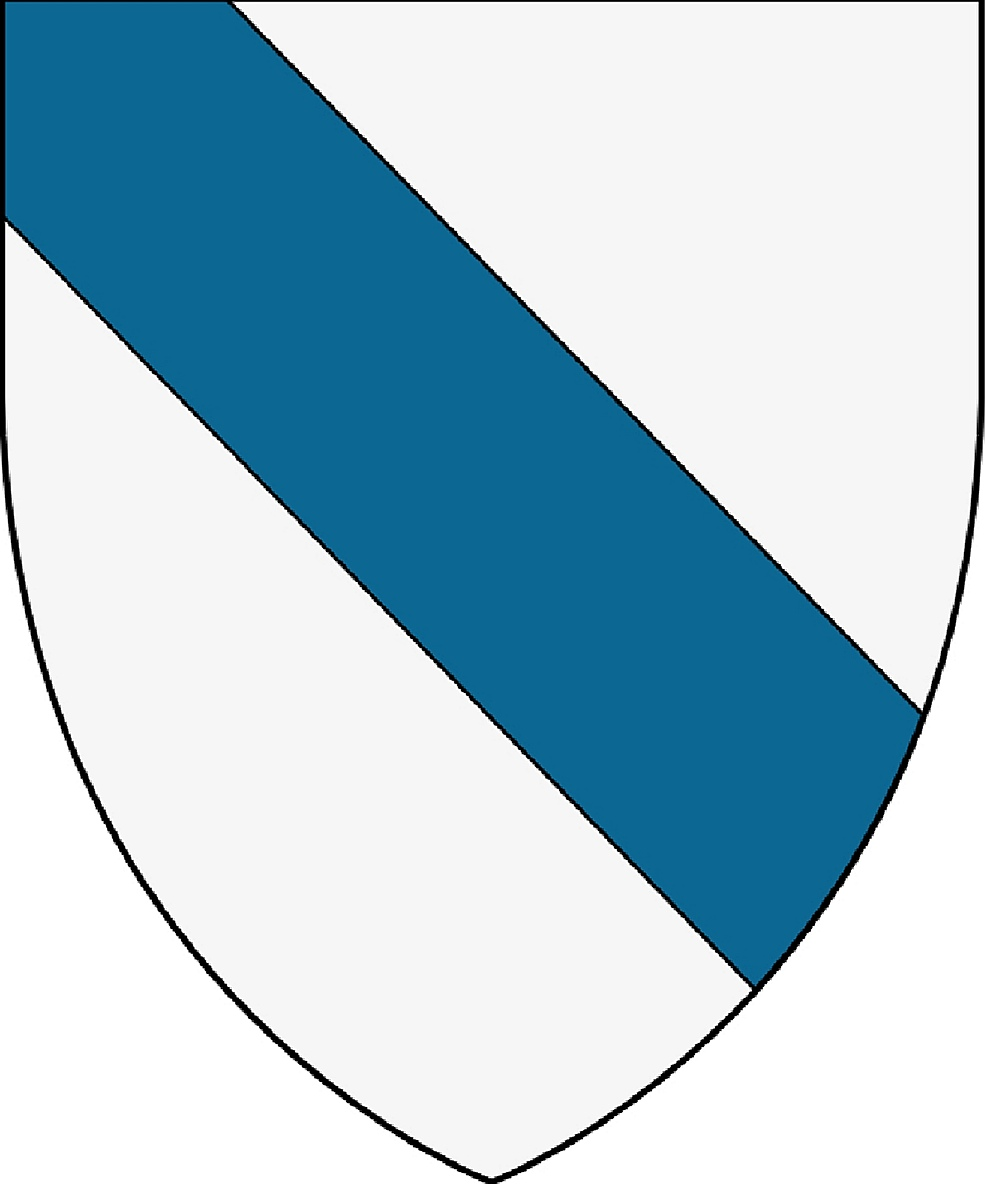
Wappenvariante mit dem Schrägrechtsbalken

### Die Gebrüder vom Graben
Konrad ist in verschiedenen Urkunden zu finden. Seine erste Erwähnung datiert gemeinsam mit seinem Bruder Walther vom 19. Januar 1259 (als de Valle). Die Gebrüder waren Bürger der Stadt Graz, aber rittermäßigen Standes (milites). Konrad und Walther vom Graben nannten sich 1259 de Valle d. h. von Thal, und besaßen ein Gut oder sonstigen Besitz unweit von Graz, wovon der Name der heutigen Gemeinde Thal rührt. Das Kastenbuch des Stiftes Rein von 1450 vermeldet dazu „Subscripti habent fraternitatem: de Valle videlicet von dem Graben“. Die Familie der Gebrüder Vom Graben hatte mehrere Schreibweisen, so nennt sich Konrad zum Beispiel in lateinischen Urkunden ausschließlich de Valle, und in deutschsprachigen ausschließlich Grabner, aber nie Thal oder Graben. Diese Namen gelten als Synonyme und wurden seitens der gesamten Familie in abwechselnder Form getragen, verwendet und zugeschrieben. Die Gebrüder Konrad und Walther hatten wohl ihren Besitz geteilt; Konrad behielt den Am Graben in Graz mit dem Rosenberg und Alt-Grabenhofen, und Walther den zu Thal, wo dieser zur Mitte des 13. Jahrhunderts die Burg Unterthal errichtete.

### Nachkommen
Konrad ließ folgende Nachkommen mit einer oder mehreren namentlich unbekannten Frauen nach:
- Konrad II. vom (ab dem) Graben (Grabner) († vor 1356) → er, oder einer seiner nahen Verwandten mit dem Rufnamen Konrad [wobei zeitlich kein weiterer Konrad bezeugt ist], ist als Stammherr des alt-österreichischen Grafen- und Fürstengeschlechts der Orsini-Rosenberg aufgetreten;[7][8][9][10] des Weiteren könnte Konrad oder einer seiner näheren Verwandten [wobei zeitlich kein weiterer Konrad bezeugt ist] als Vater von Otto Grabner, Stammherr der Zweiten Niederösterreichischen Linie der Grabner zu Rosenburg, aufgetreten sein,[11] die das idente Wappen mit dem blauen Schrägbalken auf silber führten. Als Konrads (Haupt)erbe ist laut einer Urkunde aber sein Vetter Reinprecht III. vom Graben
- Reinprecht II. vom (ab dem) Graben († vor 1356)
- Heinrich [Hainzlein] vom (ab dem) Graben (genannt 1325–1363)
- Niclas [Niclein] vom (ab dem) Graben († nach 1403)

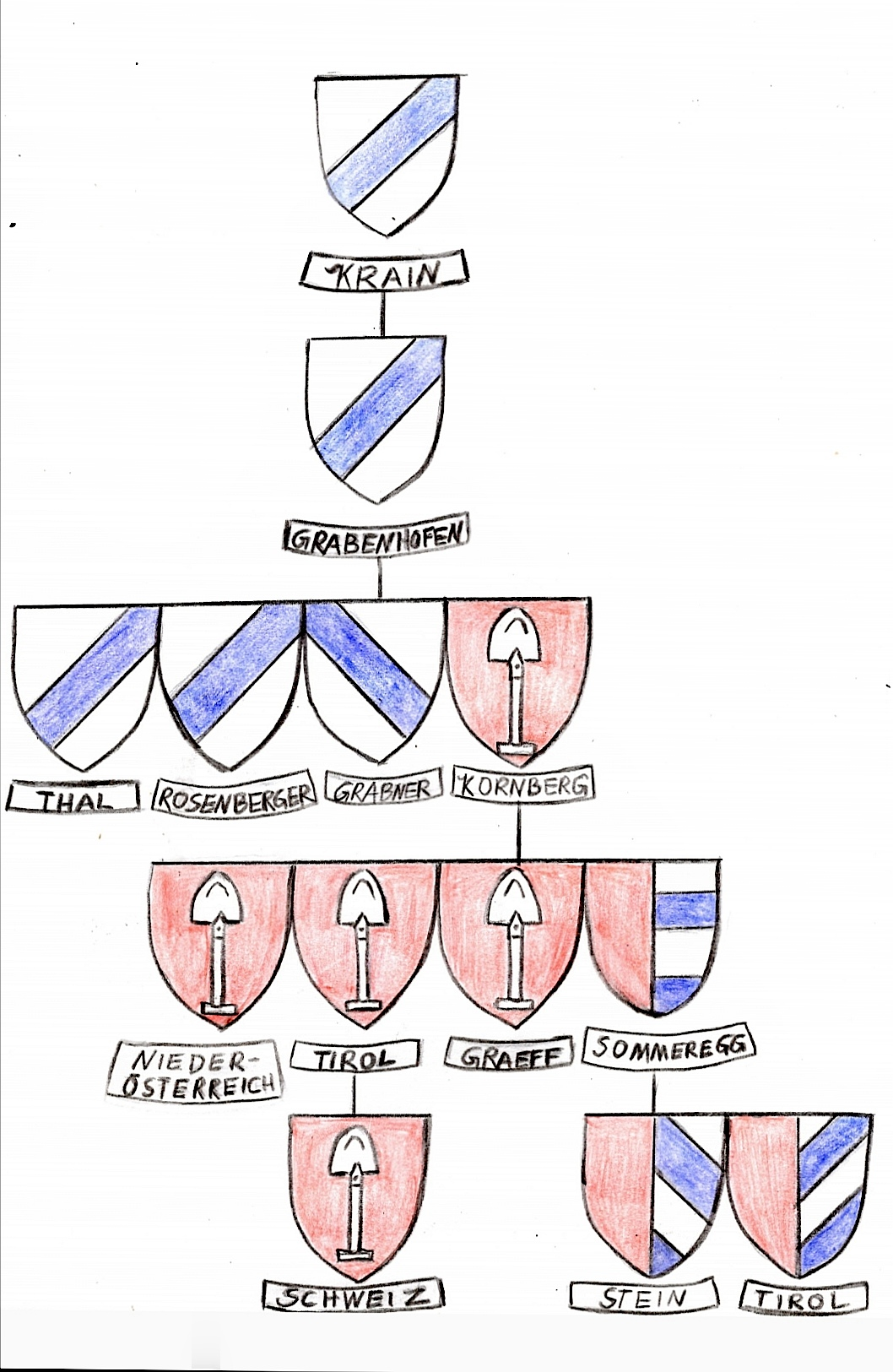
Heraldische Stammtafel der Herren von Graben sowie deren Abstammungen

Die von Konrad I. vom Graben ausgehende Linie wird Konradinische Linie am Graben genannt. Sie war in und um Graz in der Steiermark genannt, und siegelte mit dem blauen Schräglinksbalken-Wappen auf Silber. Die Familie erwarb das Gebiet der heutigen Grazer Grabenstraße bzw. die Westhänge des Rosenberges bis zur Mur hinab und den Sitz Hof am Graben. Die Gegend wurde nach den Herren von Graben ab 1294 „Am Graben“ (Grabenvorstadt) genannt. Konrad I. vom Graben ließ das sich zwischen dem Reinerkogel und dem Rosenberg an der Ecke der heutigen Grazer Grabenstraße zur Hochsteingasse gelegene Schloss Alt-Grabenhofen erbauen.

### Gesellschaftliche Relevanz

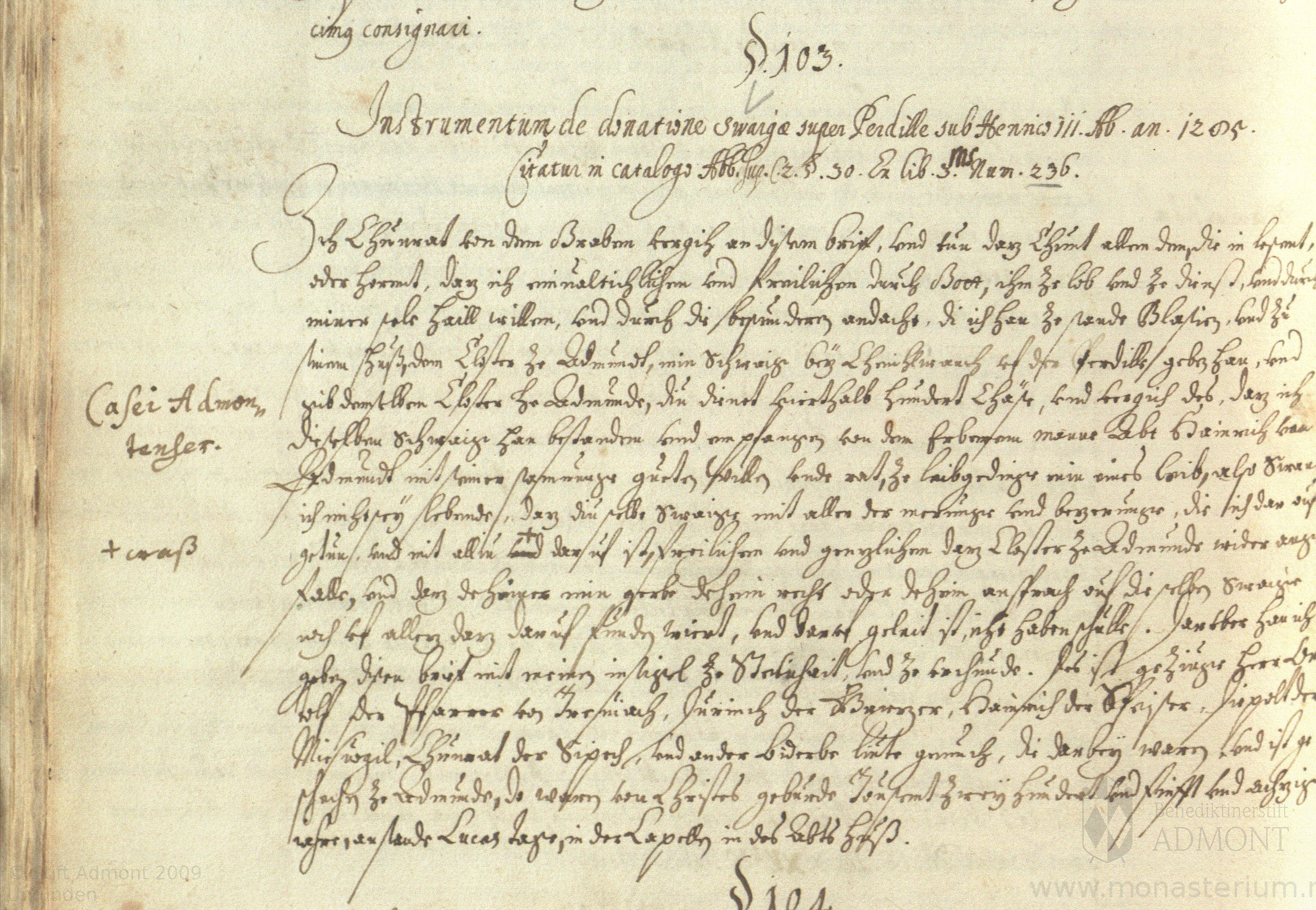
1285, 10. 18., Admont, Steiermark. Konrad von Graben (Chunrad von dem Graben) schenkt dem Stift zum Heiligen Blasius in Admont eine Schwaige auf der Perdille zu Kalwang und erhält diese wieder vom Kloster zu Leibgeding.

Konrad vom Graben tritt in diversen Urkunden in Bezug zum Stift Admont auf. 1277 war er in Wien und siegelte in einer Urkunde König Rudolfs an Bischof Wernhard von Seckau als des Bischofs advocatus mit miles Chunradus dictus Grabenarius betreffend des Rechtsstreites zwischen dem Bischof und Otto von Liechtenstein. Gleichfalls bezeugt er als dominus Chunradus de Graben im selben Jahr den Schiedsspruch des Landrichters von Österreich, Otto von Haselaue, im Streit zwischen dem Probst von Seckau mit Hartnid von Wildon. Auch zu Wien, in der Schiedsspruch-Urkunde des steirischen Landrichters Graf Heinrich von Pfannberg zugunsten des Stiftes Admont, steht er als Zeuge (dominus Chunradus Grabner) an zweiter Stelle. Zu Graz, im Revers des Hartnid von Wildon, Marschall in Steyr, durch den er sich zu einem Vergleich mit dem Erzbischof zu Salzburg wegen der diesem zugefügten Schäden verpflichtet steht Ritter Chunrad Grabner als Zeuge an dritter Stelle. 1278 wohnt Konrad vom Graben in Wien der Gerichtssitzung von Königs Rudolf bei und bezeugt als Chunrad Gravenarius nebst dem Seckauer Bischof, dem Admonter Abt und Otto von Liechtenstein eine Überschreitung an das Stift Admont. 1279 datiert ein Urfehdebrief des Wulfing von Treuenstein an das Kloster Admont, den er mit dominus Chonradus Grabner als Zeige an erster Stelle siegelt. 1283 bezeugt er den Vergleich zwischen Ditmar von Geol und dem Kloster Admont. Auch in den Folgejahren siegelte er in diversen Urkunden des Klosters. 1294 trat er als Schiedsrichter beim Gütertausch zwischen Herzog Albrecht und Hartnid von Wildon auf. Im Folgejahr bezeugte er zu Bruck an der Mur einen Verkauf des Grafen Ulrich von Pfannberg an das Kloster Admont. Laut Konrads Einbeziehung in diesen Urkunden, sein Wirken, zeigt, dass er sich eines höheren gesellschaftlichen Ansehens erfreute, etwas, was auch seinen Vorfahren zugeschrieben wird. Aus seinem Todesjahr 1307 ist Konrads (Chunradus de Valle) Testament im Stift Rein vermerkt, in dem er dem Stift „unum mansum in Brun, seu Prünne in officio Eggenfeld trans Muram ad S. Stephanum iuxta fortem Stiliao situm“ mit 14 urnas Wein und 12 Mark Silber verachte. An einem 8. Februar (ohne
Jahresangabe) wird „dies obitus Chonrat de Valle“ verzeichnet. Man kann dies wohl als sein Todesdatum, mit Bezug auf das Jahr 1307, annehmen.

## Quelle
- Von Graben Forschung